# NKX2-3
NKX2-3‏ (NK2 homeobox 3) هوَ بروتين يُشَفر بواسطة جين NKX2-3 في الإنسان.